# ФК Харков
ФК Харков (укр. ФК «Харків») је професионални фудбалски клуб из Харкова у Украјини. Члан је Премијер лиге Украјине.
Клуб је основан 2005. године, када је ФК Арсенал Харков променио име у ФК Харков. Тако је своју прву историјску утакмицу у Премијер лиги почео у сезони 2005/06. када је у првом колу 5. јула 2005. играо против ФК Кривбас 1:1. своју певу сезону завршио је на 13 месту. 
Четворица фудбалера ФК Харкова (Александар Јатсенко, Александар Мксимов, Евгениј Чеберачко и Андрија Обремко) играла су у репрезентацији Украјине (U-21) на Европском првенству 2006. где су освојили сребрну медаљу. 
Александар Јатсенко је био и у тиму репрезентације Украјине на Светском првенству 2006, а Александар Гладкиј је са 13 голова први стрелац Премијер лиге у сезони 2006/07.

## Пласман ФК Харков у Премијер лиги и купу
| Сезона  | Лига | Место. | ИГ | Д | Н | ИЗ | ГД | ГП | Бод. | КУП                |
| ------- | ---- | ------ | -- | - | - | -- | -- | -- | ---- | ------------------ |
| 2005/06 | ПЛУ  | 13     | 30 | 9 | 6 | 15 | 29 | 36 | 33   | шеснаестина финала |
| 2006/07 | ПЛУ  | 12     | 30 | 8 | 9 | 13 | 26 | 38 | 33   | осмина финала      |

## Тренутни састав
Стање 14. март 2008.
| №          | Бр.        | Име                   | Датум рођења      |
| Голмани    | Голмани    | Голмани               | Голмани           |
| ---------- | ---------- | --------------------- | ----------------- |
| 12         | Украјина   | Рустам Худжинов       | 5. октобар 1982.  |
| 32         | Украјина   | Дмитриј Стојко        | 3. фебруар 1975.  |
| Одбрана    |            |                       |                   |
| 3          | Украјина   | Олег Карамушка        | 30. април 1984.   |
| 4          | Украјина   | Андреј Соколенко      | 8. јун 1978.      |
| 5          | Украјина   | Виталиј Комарницки    | 2. август 1981.   |
| 7          | Украјина   | Андреј Березовчук (к) | 16. април 1981.   |
| 8          | Украјина   | Владимир Самборски    | 29. август 1985.  |
| 25         | Белорусија | Алексеј Панковец      | 18. април 1981.   |
| 44         | Украјина   | Артем Федецкиј        | 26. април 1985.   |
| Средњи ред |            |                       |                   |
| 10         | Бразил     | Андерсон Рибеиро      | 2. јули 1981.     |
| 14         | Украјина   | Евгениј Чеберјачко    | 25. мај 1979.     |
| 17         | Белорусија | Алексеј Сучков        | 25. април 1988.   |
| 20         | Грузија    | Кахабер Аладашвили    | 11. август 1983.  |
| 21         | Украјина   | Алексеј Городов       | 28. август 1978.  |
| 23         | Украјина   | Николај Гринченко     | 27. фебруар 1986. |
| 33         | Украјина   | Максим Били           | 27. април 1989.   |
| 34         | Украјина   | Вадим Милко           | 22. август 1986.  |
| 35         | Украјина   | Руслан Гунчак         | 9. август 1979.   |
| 77         | Украјина   | Александар Протсјук   | 1. фебруар 1989.  |
| Напад      |            |                       |                   |
| 9          | Бразил     | Вилијам Роша Батиста  | 27. јул 1980.     |
| 11         | Украјина   | Александар Пихур      | 11. фебруар 1991. |
| 19         | Украјина   | Артур Сирик           | 17. фебруар 1989. |
| 99         | Того       | Ибрахим Абдулаје      | 25. јули 1986.    |

### Трансфер 207/08
| Позиција   |            | Игач                 | Претходни клуб      |  |
| ---------- | ---------- | -------------------- | ------------------- |  |
| Средњи ред | Белорусија | Алексеј Сучков       | Карпати             |  |
| Напад      | Бразил     | Вилијам Роша Батиста | Карпати             |  |
| Одбрана    | Грузија    | Кахабер Аладашвили   | позајница Динамо    |  |
| Напад      | Того       | Ибрахим Абдулаје     | Westbue United      |  |
| Редњи ред  | Украјина   | Вадим Милко          | позајмница Динамо-2 |  |

## Тренери
| - Генадиј Литовченко (2005-2006) - Владимир Килаев (2006) - Володимир Бесонов (28. октобар 2006.- данас) |

## Познати играчи
- Александар Хладки
- Александар Јатсенко
- Алекндар Максимов
- Евгениј Чеберјачко
- Андреј Обремко